# Debout sur la montagne
Pour plus de détails, voir Fiche technique et Distribution.
Debout sur la montagne est une comédie dramatique française réalisée par Sébastien Betbeder sortie en 2019.

## Synopsis
Hugo rentre dans le village de  son enfance dans les Alpes. Son frère est décédé. L'enterrement de son frère est l'occasion pour Hugo de retrouver Stan et Bérénice, deux amis dont il ne se séparait pas enfant. Les trois amis vont partager leurs souvenirs et s'entraider pour faire face aux doutes que chacun traverse. Sur leur chemin ils croiseront un lémurien, une météorite et une star de téléréalité.

## Fiche technique
- Titre original : Debout sur la montagne
- Réalisation : Sébastien Betbeder
- Scénario : Sébastien Betbeder
- Décors : Aurore Casalis
- Costumes :
- Photographie : Sylvain Verdet
- Montage : Céline Canard
- Musique :
- Producteur : 
  - Producteur délégué : Laurent Lavolé et Juliette Hayat
- Sociétés de production : Gloria Films, Les Films du Printemps et Auvergne-Rhône-Alpes Cinéma
  - SOFICA : Cinécap 2
- Société de distribution : Sophie Dulac Distribution et WTFilms
- Pays d'origine :  France
- Langue originale : français
- Format : couleur
- Genre : Comédie dramatique
- Durée : 95 minutes
- Dates de sortie :
  - France : 2 octobre 2019 (Lyon) ; 30 octobre 2019 (sortie nationale)

## Distribution
- William Lebghil : Stan
- Izïa Higelin : Bérénice
- Bastien Bouillon : Hugo
- Jérémie Elkaïm : Pierre
- Estéban : Dimitri
- André Wilms : le curé
- François Chattot : le maire
- Guillaume Labbé : Baptiste
- Laetitia Spigarelli : Anna
- Rabah Nait Oufella : Sofiane